# Aleka Papariga

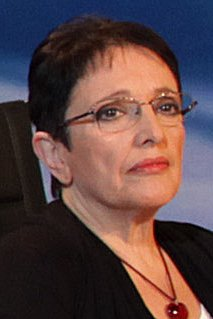
Aleka Papariga (2009)

Alexandra „Aleka“ Papariga (griechisch Αλεξάνδρα “Αλέκα” Παπαρήγα, * 5. November 1945 in Athen) ist eine kommunistische griechische Politikerin. Sie war von 1991 bis April 2013 Generalsekretärin der Kommunistischen Partei Griechenlands (KKE).

## Biografie
Papariga stammt aus einer linken Familie. Schon ihre Eltern waren  Mitglieder der KKE und kämpften im Widerstand gegen die deutsche Besatzung. 
Papariga absolvierte die Historisch-archäologische Abteilung der Philosophischen Fakultät der Universität Athen. Danach war sie acht Jahre lang im Rechnungswesen verschiedener Unternehmen tätig und arbeitete gleichzeitig als Privatlehrerin. Seit 1976 ist sie ausschließlich in Partei und sozialen sowie politischen Funktionen tätig.
Papariga ist verwitwet und hat eine Tochter.

## Politische Laufbahn
Ihre ersten politischen Schritte machte Papariga 1961 als 16-Jährige in der griechischen Friedensbewegung und als Mitglied der Jugendbewegung der damals einzigen legalen linken Partei EDA (Vereinigte Demokratische Linke). Vor der Militärdiktatur 1967 bis 1974 war sie in diversen Schüler- und Studentenbewegungen aktiv, so im Vorstand der Schüler-Organisation und dann im Vorstand der Studentenorganisation „Demokratische Lambrakis-Jugend“. Während der Militärherrschaft schloss sie sich der illegalen KKE an und war in der Solidaritätsbewegung für politische Gefangene aktiv.
Nach dem Ende der Militärdiktatur wurde sie Mitglied des Präsidiums des Parteiausschusses der Stadt Athen (KOA) und war in der kommunistischen Frauenorganisation aktiv, der sie dann bis 1981 vorstand.  
1978 wurde Aleka Papariga erstmals ins Zentralkomitee gewählt, seit 1986 ist sie Mitglied des Politbüros der KKE. Im  Februar 1991 wurde sie auf dem 13. Parteitag zur Generalsekretärin der KKE gewählt – als erste Frau, gleichzeitig auch als erste griechische  Parteiführerin. Sie wurde seitdem stets wieder gewählt, bis sie im April 2013 erklärte, nicht mehr für diese Position zu kandidieren. Dem griechischen Parlament gehört Papariga seit der Wahl 1993 als Abgeordnete des zweiten Athener Wahlkreises an.